# 우갑린
우갑린(1909년 2월 21일~2000년 3월 11일)은 대한민국의 정치인이다. 제6대 국회의원을 지냈다.

## 생애
1909년 한성부에서 출생했다.
제2대 국회의원 선거를 앞두고 대한노동총연맹 소속으로 서울 동대문구 선거구에 출마했으나 낙선했다. 제3대 국회의원 선거를 앞두고 부산시 을 선거구에 출마했으나 0.58%의 득표율을 기록하면서 11위로 낙선했다.
1963년 제6대 국회의원 선거를 앞두고 민정당 전국구 순번 18번으로 공천되었다. 당초 선거 결과에서는 당선권에 들지 못하면서 낙선했으나 임차주 의원이 탈당하면서 의원직을 내려놓자 1967년 6월 26일에 의원직을 승계했다. 이후 임기 만료일까지 5일 동안 국회의원 임기를 수행했다.
2000년 3월 12일, 세브란스병원에서 사망했다.

## 역대 선거 결과
|  | 0% |

|  | 0.58% |

|  | 20.1% |